# Edmund Ulmann
Edmund Ulmann war ein deutscher Hersteller von Automobilen.

## Unternehmensgeschichte
Edmund Ulmann gründete 1895 das Unternehmen, das seinen Namen trug, zum Vertrieb von Motorfahrzeugen. Firmensitz war Kurfürstendamm 55 in Berlin. Später begann der Import von Oldsmobile-Fahrzeugen. 1903 begann die Produktion von Automobilen. Der Markenname lautete Ulmann. 1904 endete die Produktion.

## Fahrzeuge
Das Unternehmen stellte nur ein Modell her. Es ähnelte dem Oldsmobile Curved Dash. Für den Antrieb sorgte ein Einbaumotor von De Dion-Bouton mit 12 PS Leistung.
Im März 1903 präsentierte Ulmann auf der Deutschen Automobilausstellung in Berlin neben einem Oldsmobile einen selbst hergestellten Phaeton, der nach damaliger Meinung empfehlenswerter war.